# ケントゥム語とサテム語

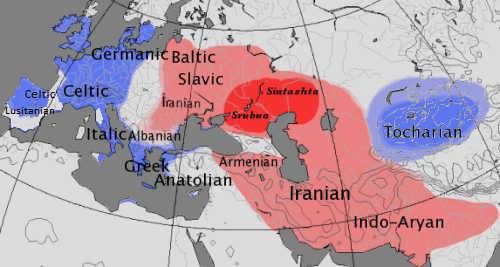
ケントゥム語派の諸語は西ヨーロッパの青く塗られた部分を主とした地域と東の果てのトカラ語（Tocharian）の地域に分かれる。
その両者の間にピンクで塗られた部分を主としたサテム語派諸語の地域が広がり、そのうち赤で塗られた地域（コーカサス山脈一帯）はサテム語派の発音の源郷と推定される地域。
この赤い地域は青銅器時代のシンタシタ文化、アバシェヴォ文化、およびスルプナ文化に相当する。

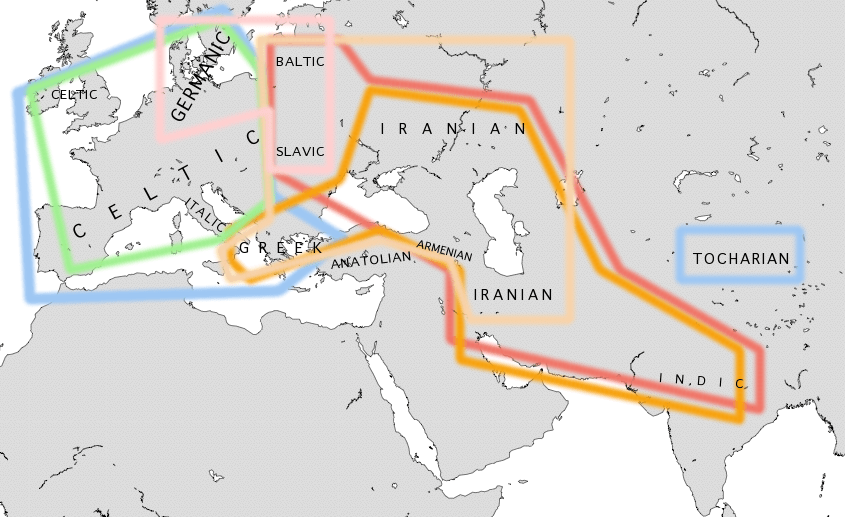
紀元前500年ごろのインド・ヨーロッパ語族の諸語および他のいくつかの言語の分布の境界。
ケントゥム語（ケルト語派、ギリシャ語派、イタリック語派、および東方のトカラ語派など）
サテム語（バルト語派、スラヴ語派、イラン語派、アルメニア語派、インド語派など）
加音を用いる諸語（ギリシャ語派、イラン語派、アルメニア語派、インド語派など）
インド・ヨーロッパ語族のうち *-tt- > -ss- の転訛をした諸語（ケルト語派、イタリック語派、ゲルマン語派）
インド・ヨーロッパ語族のうち *-tt- > -st- の転訛をした諸語（ギリシャ語派、イラン語派、スラヴ語派、バルト語派、アルメニア語派）
助格や与格および奪格の複数形、さらに単数形と双数形のいくつかにおいて、*-bh- でなく -m- で始まる語尾を用いる諸語（ゲルマン語派、スラヴ語派、バルト語派）

ケントゥム語（）とサテム語（）は、インド・ヨーロッパ語族に属する言語の、音変化による分類である。

## 概要
標準的なインド・ヨーロッパ祖語（印欧祖語）の再建では、以下の3系列の舌背破裂音が想定されている。
- 硬口蓋音 - *ḱ・*ǵ・*ǵʰ
- 軟口蓋音 - *k・*g・*gʰ
- 両唇軟口蓋音 - *kʷ・*gʷ・*gʷʰ

これら3系列の舌背破裂音は、ほとんどの娘言語で2系列に合流した。硬口蓋音と軟口蓋音が合流した言語をケントゥム語、軟口蓋音と両唇軟口蓋音が合流した言語をサテム語という。サテム語では、硬口蓋破裂音が破擦音 (tʃ - ts) や摩擦音 (ʃ - s) に変化した（口蓋化）。サテム語では印欧祖語に見られた k と kʷ の区別は失われていることが多い。
| ケントゥム語 | 印欧祖語 | サテム語 |
| ------------ | -------- | -------- |
| *k           | *ḱ       | *ḱ       |
| *k           | *k       | *k       |
| *kʷ          | *kʷ      | *k       |

サテム語とケントゥム語の違いは「百」を表す単語に見ることができる。ケントゥム (centum) とサテム (satem) は、「百」を表すラテン語の centum とアヴェスタ語の satəm に由来する。この二つの語は同系で、最初の音は印欧祖語では *ḱ として再建される。ラテン語の語頭の /k/ の音（文字では c ）は、印欧祖語の *ḱ が *k と合流したことを示している。それに対して、アヴェスタ語の語頭の s は、 *ḱ が  *k との区別を保ち、後に口蓋化したことを表している。この語は祖語の段階で *kʲmtom という形であったが、サテム語に属するイランのアヴェスタ語で satəm、リトアニア語で šimtas、ロシア語では сто /sto/ などに変化している。一方、ケントゥム語に属するラテン語では centum /kentũ/、ギリシャ語では (he-)katon（現: εκατόν）、英語では hund(-red)（*k > h の変化はグリムの法則による）などとなっている。

## ケントゥム語とサテム語に属す言語

### ケントゥム語
- アナトリア語派
- トカラ語派
- ヘレニック語派
- ゲルマン語派
- ケルト語派
- イタリック語派

### サテム語
- インド・イラン語派
- バルト・スラブ語派

### 学者によって帰属が分かれるもの
- アルバニア語派
- アルメニア語派

## 成立過程
ギリシャ語、イタリック語派、ケルト語派、ゲルマン語派はケントゥム語であり、インド・イラン語派、バルト・スラヴ語派はサテム語である。これらのケントゥム語はサテム語よりも西側に分布しているため、ケントゥム語とサテム語の違いは、方言的なものであったと考えられている意見がある。
ところが、以下の発見によって、ケントゥム語とサテム語は系統の違いを表すものではなく、このような音変化はそれぞれの言語で独立に起きたと考えられる意見もある。
- 他のサテム語よりも東で話されていたトカラ語がケントゥム語であったこと。
- ルウィ語（アナトリア語派）では一部の環境で印欧祖語の舌背破裂音の3系列が区別されていたこと。
- アルメニア語・アルバニア語の２つのサテム語では、比較的遅い段階まで軟口蓋音と両唇軟口蓋音が区別されていたこと。
- バルト・スラヴ語派では多くの単語がケントゥム語と同じような変化を遂げていること。

とくにスラヴ語派とバルト語派はどちらもサテム語派に属するものの、同時にケントゥム語派の音声的特徴も残しており、またこのスラヴ語派とバルト語派は文法的にはゲルマン語派（ケントゥム語派に属する）との間で明確な共通性があるため、スラヴ語派、バルト語派、ゲルマン語派の3つの言語の共通祖語（インド・ヨーロッパ祖語の北西語群）を想定する学説も有力となってきている。

## 人類学的背景
インド・ヨーロッパ語族に属する諸言語話者を特徴づける遺伝子はハプログループR1b (Y染色体)およびハプログループR1a (Y染色体)  であるが、R1bはヨーロッパ西部やアナトリア、ウイグル（旧トカラ語分布域）などケントゥム語話者に高頻度で、R1aはバルト・スラブ語派やインド・イラン語派などサテム語話者に高頻度である。印欧祖語が話されたヤムナ文化の人骨からはハプログループR1b (Y染色体)が91.5%の高頻度で検出されているが、R1aは検出されていない。そのため、元来の印欧語族話者はケントゥム語を話すR1b集団であり、ある時点でR1a集団が新たに印欧語に言語交替を起したものと考えられ、その際にR1a集団の基層言語の特徴がサテム語の特徴として受け継がれたものと思われる。